# Viasat Nature
Viasat Nature je specijalizirani televizijski kanal MTG Viasata koji emitira dokumentarne sadržaje o životinjama, prirodi i fauni.
Postoje dvije verzije kanala: za skandinavske zemlje i paneuropska verzija. U Hrvatskoj kanal je dostupan od 5. svibnja 2010. godine i podnaslovljen je na hrvatski jezik.

## Vanjske poveznice
- (šved.) Viasat Nature - službene stranice  Arhivirana inačica izvorne stranice od 14. travnja 2009. (Wayback Machine)